# Svarttjärnen (Ramsele socken, Ångermanland, 705140-152624)
Svarttjärnen är en sjö i Sollefteå kommun i Ångermanland och ingår i Ångermanälvens huvudavrinningsområde. Sjöns area är 0,1095 kvadratkilometer och den befinner sig 337,2 meter över havet.

## Delavrinningsområde
Svarttjärnen ingår i det delavrinningsområde (705033-152728) som SMHI kallar för Utloppet av Stortjärnen. Medelhöjden är 342 meter över havet och ytan är 0,79 kvadratkilometer. Det finns inga avrinningsområden uppströms utan avrinningsområdet är högsta punkten. Vattendraget som avvattnar avrinningsområdet har biflödesordning 4, vilket innebär att vattnet flödar genom totalt 4 vattendrag innan det når havet efter 134 kilometer. Avrinningsområdet består mestadels av skog (19 procent) och sankmarker (34 procent). Avrinningsområdet har 0,11 kvadratkilometer vattenytor vilket ger det en sjöprocent på 13,6 procent.